# レンナート・ストランド
レンナート・ストランド（Lennart Strand、1921年6月13日 - 2004年1月23日）は、スウェーデンの陸上競技選手。1948年ロンドンオリンピックの銀メダリストである。スウェーデン南部スコーネ県マルメ出身。

## 経歴
ストランドは、1940年代に活躍したスウェーデンの陸上中距離選手である。
第二次世界大戦により、ヨーロッパ全土が戦場となる中、中立を守ったスウェーデンでは戦時中もスポーツが行われる環境が残っていた。そのような環境の中、1940年代のスウェーデンの中距離界には、グンデル・ヘッグとアルネ・アンデションという強豪ランナーがいた。ストランドは2人のペースメーカーとして、1944年に、1500mと1マイルの世界新記録の樹立に貢献。1945年にヘッグが1マイルの世界新記録を樹立したときのレースでは4位という成績を残している。
第二次世界大戦後も飢餓に見舞われる国もあったが、競技から遠ざかっていたほかのヨーロッパの選手たちもトレーニングが再開できる環境になった。1946年には戦後最初のヨーロッパ選手権がオスロで開催されることとなった。しかし、ヘッグとアンデションはアマチュア規定違反のため、大会に出ることなく競技から締め出されてしまう。
しかし2人がいなくとも、層が厚かったスウェーデンからは、ストランドや、彼のライバルであるヘンリー・エリクソンといった次世代のランナーが誕生してきた。オスロでは、ストランドが3分48秒0で優勝。エリクソンが2位と金銀を独占した。ストランドは、1947年7月15日には、マルメで行われた1500mで3分43秒0と、ヘッグの世界記録に並ぶ世界タイ記録を樹立した。
1948年ロンドンオリンピックでは、ストランドとエリクソンは優勝候補と目されていた。レースは、激しい雨の中水浸しで滑りやすいトラックの状況の中行われた。1000mを過ぎ、ストランドとエリクソンが飛び出すと残り1周となったところで、3位のオランダのヴィム・スライクハイスに15mほどの差をつけた。ストランドは、ラスト100m、先頭を走っていたエリクソンを捕らえにかかるが捕らえきれず、エリクソンが金メダル。ストランドは、後ろから追い上げてきたスライクハイスと同タイムの2位となった。

## 主な実績
| 年   | 大会                 | 場所               | 種目  | 結果 | 記録     |
| ---- | -------------------- | ------------------ | ----- | ---- | -------- |
| 1946 | ヨーロッパ陸上選手権 | オスロ(ノルウェー) | 1500m | 1位  | 3分48秒0 |
| 1948 | オリンピック         | ロンドン(イギリス) | 1500m | 2位  | 3分50秒4 |